# Lanicides attenuata
Lanicides attenuata är en ringmaskart som beskrevs av Anne D. Hutchings och Glasby 1990. Lanicides attenuata ingår i släktet Lanicides och familjen Terebellidae. Inga underarter finns listade i Catalogue of Life.